# Ryo Takahashi
Ryo Takahashi (高橋 諒, Takahashi Ryo), né le 16 juillet 1993, est un footballeur japonais.

## Biographie
Takahashi commence sa carrière professionnelle en 2016 avec le club du Nagoya Grampus, club de J1 League. Le club relégué en J2 League à l'issue de la saison 2016. En juillet 2017, il est transféré au Shonan Bellmare. Il est champion de J2 League en 2017 avec cette équipe, obtenant par la même occasion la montée en J1 League. Avec ce club, il remporte la Coupe de la Ligue japonaise 2018. En 2019, il est transféré au Matsumoto Yamaga FC. Le club relégué en J2 League à l'issue de la saison 2019. En 2020, il est transféré au Shonan Bellmare.